# اختلاس ۳ هزار میلیارد تومانی
در شهریور ۱۳۹۰ مقامات و رسانه‌های ایران از کشف اختلاسی بزرگ در بانک‌های ایران خبر دادند که مه‌آفرید امیرخسروی توانست مبلغ ۳ هزار میلیارد تومان یا ۲۸۰۰ میلیارد تومان را از شبکه‌های بانکی ایران به سرقت ببرد. به نوشتهٔ رسانه‌های ایران این بزرگ‌ترین اختلاس در کل تاریخ ایران تا پیش از فساد مالی چای دبش بوده‌است. این اختلاس بازتاب فراوانی داشت و زمینهٔ درگیری میان دو جناح مختلف از اصول‌گرایان را سبب شد. در این اختلاس ۷ بانک دخیل بوده‌اند و رقم اختلاس در سال ۱۳۸۸ کمتر از ۸۰ میلیارد تومان، در سال ۸۹ حدود ۸۰۰ میلیارد تومان و در سال ۹۰ نیز ۲۸۰۰ میلیارد تومان بوده‌است. این اختلاس که از طریق بانک صادرات ایران انجام و کشف شده‌است منجر به لغو مجوّز بانک آریا و دستگیری سهام‌داران اصلی آن با نام‌های عنایت‌الله دهقان و مه‌آفرید امیرخسروی و افراد دیگری شده‌است.
بانک ملی، بانک سامان، بانک سپه، بانک صنعت و معدن و بانک پارسیان از جمله بانک‌های درگیر در اختلاس بوده‌اند.
در جلسات دادگاه فساد بانکی نام چندین تن از مدیران دولتی برده شده‌است که می‌توان به وزیر راه و ترابری، معاون وزیر صنایع، قائم‌مقام بانک مرکزی، معاون وزیر اقتصاد، وزیر صنایع، معاون وزیر راه و ترابری و برخی از نمایندگان مجلس اشاره کرد.
بر اساس حکم بدوی صادر شده ۴ تن از متهمان به اعدام، ۲ تن به حبس ابد و سایر متهمان نیز به حبس‌های طولانی‌مدت محکوم شده‌اند.

## جزئیات اختلاس
رسانه‌های ایران و مقامات مختلف حکومتی و سیاسی مطالب مختلفی پیرامون جزئیات این اختلاس و نحوه کشف آن بیان کردند. سخنان مقامات حکومتی پیرامون سازمان یا فردی که اختلاس را کشف کرده بعضاً متناقض است. همچنین برخی از آنان خواستار آن شدند که به‌دلیل کشف اختلاس، مورد تقدیر قرار گیرند که این اظهارات واکنش منفی در جامعه به‌دنبال داشت.
به نوشتهٔ روزنامهٔ تهران امروز در شماره ۲۲ شهریور ۱۳۹۰ حدود ۲ هزار میلیارد تومان از مبالغ اختلاس‌شده از کشور خارج شده‌است، اما رئیس بانک مرکزی این موضوع را تکذیب کرده و گفت که دلیلی حاکی از خروج مبالغ اختلاس‌شده از کشور موجود نیست.
به نوشتهٔ خبرگزاری فارس مدیرکل دفتر بازرسی وزارت اقتصاد در مهرماه سال ۱۳۸۸ طی نامه‌ای به مسئولان بانک صادرات، خواستار عدم ارائهٔ تسهیلات به گروه امیرمنصور آریا با توجه به بدهی این شرکت به سیستم بانکی شده بود، که در پاسخ رئیس بانک صادرات (سید محمد جهرمی) نوشته بود: «گروه امیرمنصور آریا از مشمولیت مادهٔ ۱۴۱ قانون تجارت خارج شده و عمده تعهدات کوتاه‌مدت شرکت‌های طرف قرارداد پرداخت شده‌است. در ضمن قسمتی از تعهدات بانک‌ها توسط این شرکت پرداخت شده و سایر تعهدات سیستم بانکی طرف قرارداد هم تعیین تکلیف شده‌است.» جهرمی اضافه کرده بود که گروه امیرمنصور آریا نسبت به اصلاح ساختار مالی، نسبت‌های مالی، روش‌های فروش و تأمین مواد اولیه اقدام کرده‌است. بانک صادرات پس از انتشار این سند در پاسخ جوابیه‌ای منتشر کرد و مسئولیت را به مدیر عامل قبلی و مدیر حراست محول کرد.
خبرگزاری فارس همچنین نامه‌ای را منتشر کرد که بر اساس آن مسئولان این بانک در سال ۸۸ در جریان وضعیت نامناسب مالی گروه امیرمنصور آریا بوده‌اند و هشدارهای لازم به این بانک برای عدم پرداخت تسهیلات داده شده بود.

## حضور نمایندگان مجلس در پرونده
دادستان تهران از فراخوان چهار نماینده به‌عنوان مطلع در این پرونده خبر داد. فرزند عزت‌الله دهقانی نمایندهٔ مجلس نیز از متهمان اصلی این پرونده است اما دادستانی تأکید نموده‌است که دهقان هیچ‌گونه دخالتی در اقدامات فرزندش نداشته و هیچ‌وقت حتی احضار هم نشده‌است. گفته می‌شود که شانزده نماینده در این اختلاس دخیل بوده‌اند. برخی تعداد نمایندگان درگیر را تا سی نماینده اعلام می‌کنند. همچنین دو یا سه کاندیدای انتخابات مجلس نهم به‌دلیل درگیر بودن در پروندهٔ اختلاس، رد صلاحیت شده‌اند.

## سیر قضایی

### وکیل متهمان
در حالی‌که امیرعباس سهراب‌بیگ اعلام کرد که وکالت متهم پروندهٔ اختلاس را نپذیرفته‌است اما دادستان عمومی و انقلاب اهواز به خبرآنلاین گفت که وی با امضای اسناد قانونی وکیل این پرونده شده‌است. وی که در حال حاضر وکیل دعاوی است پیش از این معاونت اجرایی قوهٔ قضائیه در زمان هاشمی شاهرودی، مشاور معاون حقوقی رئیس قوهٔ قضائیه، ریاست کل دادگستری استان گیلان و رئیس کل دادگستری خوزستان بوده‌است.
رئیس قوهٔ قضائیه در تاریخ ۲۰ مهر ۱۳۹۰ گفت: «فرار مالیاتی گسترده و دریافت وام‌های زیاد، بدون پشتوانه و فقدان وثیقه‌های معتبر و کافی از جمله موارد کشف‌شده در پروندهٔ فساد مالی اخیر است.»

## واکنش‌ها

### واکنش علی خامنه‌ای
علی خامنه‌ای، رهبر جمهوری اسلامی ایران، در ارتباط با پروندهٔ اختلاس سه هزار میلیارد تومانی در بانک‌های ایران با بیان این‌که رسانه‌ها «نباید این قضیه را کش دهند» گفت که «عده‌ای می‌خواهند از این حوادث برای زدن توی سر مسئولان سوءاستفاده کنند.»
علی خامنه‌ای در ۱۱ مهر ۱۳۹۰ در این باره گفته بود:
چند سال قبل از این توصیه‌های مؤکدی را راجع به مقابله با فساد اقتصادی به مسئولان کشور کردم؛ اما خب، اگر عمل می‌کردند، دیگر این فساد بانکی اخیر - که حالا همهٔ روزنامه‌ها و همهٔ دستگاه‌ها و همهٔ ذهن‌ها را پر کرده - پیش نمی‌آمد.[...]
البته حالا هم من این را عرض بکنم، مردم عزیزمان بدانند؛ خوشبختانه مسئولان کشور در هر سه قوه، هم با این حادثه، هم ان‌شاءالله با حوادث دیگر مبارزه می‌کنند و پیشگیری می‌کنند؛ باید هم بکنند، وظیفه‌شان است که مقابله و مبارزه کنند. هر سه قوه دارند تلاش می‌کنند. یک عده‌ای می‌خواهند از این حوادث استفاده کنند برای زدن توی سر مسئولان کشور. مسئولان کشور دارند کار می‌کنند؛ هم مجلس، هم دولت، هم قوهٔ قضائیه. خب، البته خبررسانی شد؛ مطبوعات، دیگران، کارهایی کردند، خبررسانی کردند، ایرادی ندارد؛ اما دیگر نباید قضیه را خیلی کش بدهند. بگذارید مسئولان کارشان را بکنند؛ عاقلانه، مدبرانه، قوی و با دقت قضایا را دنبال کنند. جنجال و هیاهو تا یک مقداری برای آگاهی‌ها لازم است؛ دیگر همین‌طور هی ادامه دادن - به‌خصوص که اگر بعضی‌ها هم بخواهند در این بین استفاده‌های دیگری از این مسائل بکنند - هیچ مصلحت نیست. باید مراقبت بشود. البته مسئولان دنبال کنند. مردم هم بدانند که این چیزها دنبال می‌شود و متوقف نمی‌شود و ان‌شاءالله به توفیق الهی دست‌های خائن قطع خواهد شد. مسئولان قضائی هم که بحمدالله حالا دنبال این مسئله را با جدیت گرفته‌اند، اطلاع‌رسانی کنند و در موارد خود به مردم اطلاع بدهند؛ مردم هم بدانند که دارد کار پیش می‌رود. و به بدکاره و خرابکار و مفسد هم نباید ترحم کنند.

### واکنش‌ها در دولت
سید شمس‌الدین حسینی وزیر اقتصاد دولت ۲۷ شهریور ماه و اندکی پس از رسانه‌ای شدن اختلاس پس از حضور در نمایشگاه بورس، بانک و خصوصی‌سازی در جمع خبرنگاران ادعا کرد که «هنوز هیچ چیز روشن نیست و اگر من هم جای رئیس بانک صادرات بودم استعفا نمی‌دادم».

### واکنش‌ها در مجلس
مجلس در ۲۷ شهریور جلسه‌ای غیر علنی برای بررسی موضوع اختلاس تشکیل داد. در این جلسه ابتدا پورمحمدی رئیس سازمان بازرسی کل کشور و نام بردن از برخی دولت‌مردان به‌عنوان حامیان اختلاس‌گر بزرگ با واکنش منفی یکی از نمایندگان حامی دولت و دولت‌مردان حاضر در جلسه مواجه گردید. آنان معتقد بودند که پیش از اثبات در محکمهٔ قضایی نباید نام افراد برده شده و به آنان اتهام وارد شود.
حمیدرضا کاتوزیان رئیس کمیسیون انرژی مجلس به خبرآنلاین گفت رئیس کل بانک مرکزی گفته که این اختلاس «مسئلهٔ مهمی نیست و در همه جای دنیا اتفاق می‌افتد» وزیر اقتصاد نیز فرد اختلاس‌کننده را قهرمان صنعتی کشور خواند که در سال‌های گذشته ده هزار اشتغال ایجاد کرده‌است و اکنون خطایی صورت گرفته ولی این فرد قهرمان است. احمد توکلی نیز در جمع خبرنگاران خواستار استعفای دولت‌مردان شد. 
کار آن آمریکایی بزرگ‌ترین کلاهبرداری آمریکا بود و اگر آن اختلاس را به نسبت تولید ناخالص آمریکا مقایسه کنیم، آن کلاهبرداری ۴۶ درصد از تولید ناخالص ملی (GDP) آمریکاست و اگر رسوایی واقع شده در ایران را با تولید ناخالص ملی کشورمان مقایسه کنیم، ۷۲ درصد می‌شود؛ یعنی ۱٫۵ برابر بزرگ‌تر از فاجعه فساد مالی واقع شده در آمریکاست. اخبار سوءاستفاده‌های متعددی که منتشر می‌شود، وقتی خوب مورد رسیدگی واقع نشده و افراد و مقامات بلندپایه دولت متهم هستند و به اتهام آن‌ها رسیدگی نمی‌شود، این مسئله سیگنال امنیت را به فاسدها می‌دهد و آن‌ها دست به هر کاری می‌زنند… در همین اختلاس بزرگ، فردی در دهه ۸۰ با داشتن یک گاوداری به جایی می‌رسد که ۳۸ شرکت تأسیس کرده، ۳۸ کارخانه دارد و ۱۸ پروژه در حال اجرا نیز در اختیار گرفته‌است… قوه‌قضاییه نباید سبک و سنگین و چاق و لاغر کند، اگر قبلاً به اتهامات صاحبان قدرتی که متهم به فساد بودند رسیدگی می‌شد، امروز اختلاس‌گران چنین کاری نمی‌کردند. مسوولان دولتی می‌گویند که بانک مرکزی گفته که ما علم غیب نداشتیم، بنده به آن‌ها می‌گویم که نظام بازرسی را برای کشف غیب تأسیس کردند؛ معاون بانک مرکزی یعنی آقای حمید پورمحمدی..... مسوول نظارت بر بانک‌ها، صدور مجوز برای بانک‌ها و مسوول تنظیم مقررات اعمالی برای نظارت بود اما به کدام وظیفه خود عمل کرده‌است. وقتی افراد ناشایست و نالایق با پشتیبانی دفتر رئیس‌جمهور سمت می‌گیرند، نتیجه‌اش همین می‌شود؛ ما می‌گوییم که وقتی افراد نالایق سر کار هستند… اینها به‌طور طبیعی سیستم را مستعد فساد می‌کنند… وقتی در دولت کسانی هستند که احمدی‌نژاد دور آن‌ها خط قرمز می‌کشد و اجازه نمی‌دهد که قوه‌قضاییه وظیفه قانونی خود را انجام داده و به پرونده آن‌ها رسیدگی کند، معلوم است که افراد بی‌سر و پا این‌طور طمع می‌کنند که هفت بانک را به هم بدوزند… به دولت و اعضای کابینه می‌گویم که در ژاپن در سال ۹۸ دو کارمند در وزارت اقتصاد متهم به رشوه‌خواری شدند اما پس از این اتهام مدیرکل ذی‌ربط خودکشی کرد و وزیر اقتصاد هم استعفا داد؛ خودکشی پیشکش شما، استعفا داده و بروید. شما که نمی‌توانید زیردستی‌های خود را کنترل و نظارت کرده و افراد ناسالم را سر کار می‌آورید و کشور را به این وضع می‌رسانید، خودکشی نمی‌خواهد بکنید، فقط استعفا بدهید.
 او این را هم گفت که اگر رئیس‌جمهور از ماجرا مطلع بوده باید مستقیماً پاسخگوی اعتبارات باشد.محمدرضا خباز نیز گفت:
آقای احمدی‌نژاد و مسئولان دولت‌های ایشان ادعا دارند که پاک‌ترین دولت‌های تاریخ هستند و من می‌خواهم این سؤال را مطرح کنم که اگر با این اختلاسی که صورت گرفته این دولت پاک‌ترین دولت است، پس دولت ناپاک را چگونه می‌توان شناخت؟
به گفتهٔ محمدرضا تابش عضو فراکسیون اقلیت مجلس «موارد مشابهی نظیر اختلاس سه هزار میلیارد تومانی وجود دارد، ولی چون گفته‌اند سخنی نگوییم از بیان آن‌ها صرف‌نظر می‌کنم. شبیه به تخلف سه هزار میلیارد تومانی باز هم وجود دارد، اما عزمی برای رسیدگی به آن‌ها وجود ندارد. ببینید وقتی می‌گویم مجلس کارکردش را از دست داده‌است…» ۲۲ نماینده مجلس نیز خواستار تشکیل کمیته‌ای ویژه برای پیگیری اختلاس شدند.
به دنبال انتشار گزارش‌هایی مبنی بر دست داشتن علاءالدین بروجردی، رئیس کمیسیون امنیت ملی مجلس، و چند تن دیگر از نمایندگان در اختلاس «سه هزار میلیارد تومانی»، بروجردی اظهار کرد که او و فرزندانش نقشی در فساد مالی نداشته‌اند.
این در حالی است که کریم قدوسی، یکی از اعضای کمیسیون امنیت ملی مجلس، می‌گوید علاءالدین بروجردی از گروه اقتصادی امیر منصور آریا، مجموعه‌ای که گفته می‌شود در رأس این اختلاس قرار دارد، حمایت می‌کرده‌است.
قدوسی در این خصوص به روزنامه اعتماد گفت که بروجردی «با استفاده از سربرگ کمیسیون توصیه‌هایی را در جهت حمایت از گروه اقتصادی امیرمنصور آریا انجام داده و این امر کفایت می‌کند که وی از ریاست کمیسیون استعفا کند».
کریم قدوسی همچنین تأکید کرد که «اگر بروجردی استعفا نکند، برکنارش می‌کنیم از ریاست کمیسیون امنیت ملی».

### واکنش‌ها در قوهٔ قضائیه
غلامحسین محسنی‌اژه‌ای که از سوی رئیس قوه قضائیه به‌عنوان مسئول رسیدگی به پرونده تعیین شده‌است ضمن سفر به خوزستان گفت:
 این نکته باعث تاسف است که برخی افراد به‌جای این‌که برای فساد بزرگی که صورت گرفته‌است، از مردم عذرخواهی کنند و بگویند چه زمینه‌ای بوده که موجب این مسئله شده‌است و همچنین در معرفی افراد خاطی و ارائهٔ اسناد، به قوه قضاییه کمک کنند، به فرافکنی اقدام و در مصاحبه‌هایشان ادعا می‌کنند که همهٔ مظنونان را شناسایی کرده‌اند. محسنی‌اژه‌ای تصریح کرد: از مدیران بانک مرکزی، ملی، صادرات و وزارت اقتصاد و دارایی که ادعا می‌کنند متهمان را شناسایی کرده‌اند، سؤال دارم که آیا در این مدت گزارشی به مقامات قضایی استان خوزستان ارائه کرده‌اند؟ وی با بیان این‌که در این مدت ۴۳ روز هیچ گزارش رسمی‌ای از سوی این مراجع به دادگستری استان خوزستان نرسیده‌است وی از دستگیری ۱۹ نفر در ارتباط با این پرونده خبر داد.

## نقش بانک ملی ایران در پرونده های اقتصادی
محمودرضا خاوری مدیر عامل وقت بانک ملی ایران و متهم ردیف دوم پرونده اختلاس ۳ هزار میلیارد تومانی در مهر ۱۳۹۰ به بهانهٔ «مشکلات عصبی حادث‌شده و بیماری مزمن» از مقام خود استعفا داد و به کشور کانادا که تابعیت آن را دارا بود، گریخت. خاوری توسط دادگاه انقلاب جمهوری اسلامی ایران به اتهام اخلال در نظام اقتصادی به ۲۰ سال حبس و بابت دریافت رشوه به ۱۰ سال حبس محکوم شده‌است. نام خاوری برای مدتی در لیست افراد تحت تعقیب اینترپل وجود داشت ولی از اواسط مهر ۱۳۹۵ خورشیدی، نام وی به عنوان یک شخص در حال تعقیب در وب‌سایت اینترپل مشاهده نمی‌شود.
اسدالله امیر اصلانی مدیرعامل وقت بانک ملی ایران نیز پیش تر در پرونده المکاسب به عنوان متهم ردیف اول نام برده شد که نهایتاً با حکم دادگاه و تبرئه همه متهمان خاتمه یافت.  

### واکنش فعالان سیاسی
عماد افروغ نمایندهٔ مجلس هفتم از جناح اصول‌گرا گفت: «وقتی که شعارهای خوب انقلاب ما ابزاری برای رفتارهای غیرانقلابی می‌شوند، تبعاً یک چنین نتیجه‌ای در برخواهد داشت. وقتی که با مفسدین اقتصادی و به‌ویژه مفسدینی که به‌گونه‌ای دست در قدرت دولتی دارند مقابلهٔ جدی نمی‌شود، خواه ناخواه بستری برای این‌گونه موارد فراهم می‌شود… مسئله این‌جاست که وقتی پروندهٔ بیمه مطرح شد و نقش مقامات اجرایی کلیدی در فسادهای مالی مطرح شد به آن‌ها هیچ توجهی نشد گویا هیچ اتفاقی نیفتاده است؛ بنابراین این‌گونه خواه ناخواه زمینه برای چنین فسادهایی فراهم خواهد شد»
سایت آینده مدعی شد که دولت شرکت مهندسی خط و ابنیه راه‌آهن را با شرایطی خاص به این گروه واگذار کرده‌است. («شرکت خط و ابنیهٔ راه‌آهن تنها با ۵ درصد ارزش اسمی آن، به‌صورت قسطی واگذار شد، به نحوی که خریدار این شرکت که اموال فراوان را به تصاحب درآورده بود، تنها ۵ درصد به عنوان پیش‌پرداخت و مابقی را در اقساط ده‌ساله به‌صورت قرض‌الحسنه خریداری کرده بود.») همچنین به ادعای سایت آینده «پروژهٔ راه‌آهن شیراز ـ جهرم ـ لار ـ بندرعباس، باز هم بدون مناقصه به این شرکت واگذار شده و سپس ۱۲۶۰میلیارد تومان هزینهٔ این پروژه که قاعدتاً باید توسط پیمانکار یعنی گروه آریا تأمین گردد، ۸۵ درصد از سوی بانک ملی فاینانس گردیده و ۱۵ درصد آن را خود وزارت راه و شهرسازی متقبل شده‌است.»

## اعدام مه‌آفرید امیرخسروی
سرانجام پس از صدور رأی دادگاه در بامداد ۳ خرداد ۱۳۹۳ حکم اعدام مه‌آفرید امیرخسروی اجرا شد. بر این اساس دادسرای عمومی و انقلاب تهران اعلام کرد، حکم محکومیت به اعدام محکوم علیه زندانی مه‌آفرید امیرخسروی فرزند منصور، سحرگاه روز شنبه، ۳ خردادماه ۱۳۹۳ در محل زندان اوین اجرا شد. براساس برخی دیدگاه‌های تحلیلگرانه در این زمینه، این اعدام حاکی از این است که دادگاه بیش از آن‌که به‌دنبال کشف حقیقت و اجرای عدالت بوده باشد، به‌دنبال ارضاء و اقناع افکار عمومی بوده‌است.

## بازگشت وجوه اختلاس به بیت المال
در تاریخ ۴ شهریور ۱۳۹۶ غلامحسین محسنی اژه‌ای سخنگوی دستگاه قضا اعلام کرد:
مه‌آفرید خسروی حدود ۲۹۰۰ میلیارد بدهی داشت و کل این مال به بیت‌المال برگشت و ۶۲۵ میلیارد تومان هم جزای نقدی گرفته شد.